# Gare de Saint-Jean-de-Luz - Ciboure
Gare de Saint-Jean-de-Luz - Ciboure – stacja kolejowa w Saint-Jean-de-Luz, w departamencie Pireneje Atlantyckie, w regionie Nowa Akwitania, we Francji. Położona jest na 220,394 km linii Bordeaux-Irun. Jest obsługiwana przez pociągi TER Aquitaine, TGV oraz Corail.